# Brendan Eich
Brendan Eich (născut 1961) este un programator american și creatorul limbajului de scripting JavaScript. El este principalul ofițer de tehnologie la Mozilla Corporation.